# Dărmănești (okręg Suczawa)
Dărmănești – wieś w Rumunii, w okręgu Suczawa, w gminie Dărmănești. W 2011 roku liczyła 1931 mieszkańców.